# 通仁洞
通仁洞（トンインどう、トンインドン）は、ソウル特別市鐘路区にある法定洞である。行政洞の清雲孝子洞の管轄。北には玉仁洞、東には昌成洞・通義洞、南には体府洞、西には楼下洞と接している。

## 洞名の由来
通仁という地名は、漢城府北部俊秀坊通谷と仁旺山の名前から由来する。

## 歴史
朝鮮初期まで漢城府北部俊秀坊に、1751年（英祖27）に漢城府北部俊秀坊俊秀坊契に属した。
1914年、行政区域統廃合により北部の通谷、司圃洞、玉洞などの各一部が統合され通仁洞になったが、1936年4月、洞名が日本式地名に変更されて通仁町に、1943年4月、区制実施で鐘路区通仁町になった。1946年、大日本帝国の残滓清算の一環として町が洞に変わるとき、通仁洞になった。

## 名所
通ゴル、司圃洞、玉洞などの村があったし、朝鮮時代の官庁である内侍府、司圃署があった。司圃署は中部寿進坊、現在の寿松洞116番地に移転したし、137番地界隈は世宗の誕生地だ。